# Barry Seal
Barry Seal, nome completo Adler Berriman Seal (Baton Rouge, 16 luglio 1939 – Baton Rouge, 19 febbraio 1986), è stato un criminale e aviatore statunitense.

## Biografia
Nato in Louisiana, Seal iniziò a volare già da adolescente, dimostrando doti notevoli secondo il suo istruttore di volo. Nel 1962 entrò nella Louisiana Army National Guard, frequentando parte dei corsi per l'addestramento dei corpi speciali (il cosiddetto Q Course) senza però completarlo.
Nel 1964 entrò nella Trans World Airlines come tecnico di volo, venendo rapidamente promosso fino a diventare uno dei più giovani piloti della linea aerea, volando su rotta transcontinentale tra gli Stati Uniti e l'Europa. Nel luglio 1972 venne licenziato perché coinvolto in un traffico di esplosivo con il Messico.
Secondo le dichiarazioni fornite successivamente alla DEA, iniziò a operare nel contrabbando di marijuana, passando poi alla più redditizia cocaina. Nel dicembre 1979 venne arrestato in Honduras al rientro da un trasporto di cocaina dall'Ecuador. Liberato nel luglio 1980, espanse i suoi traffici, iniziando a collaborare col cartello di Medellín. Usando come base la Louisiana e l'Arkansas, pilotava aerei carichi di droga in partenza dalla Colombia o dal Panama.
Nel 1984 venne arrestato a Fort Lauderdale, in Florida. Accusato di riciclaggio di denaro sporco e di traffico di quaalude, venne condannato a 10 anni. Contattò quindi la DEA offrendosi come informatore e testimoniando il coinvolgimento della CIA nelle attività di contrabbando di droga dal Sudamerica.
La sua testimonianza permise la condanna di molti narcotrafficanti colombiani. Testimoniò anche contro il governo sandinista dopo aver svolto attività sotto copertura che dimostrava il coinvolgimento del Nicaragua nel traffico di cocaina dalla Colombia.
Il 17 luglio 1984, Edmond Jacoby del Washington Times pubblicò un articolo sul traffico di droga che coinvolgeva sandinisti e colombiani; ciò costrinse alla chiusura anticipata dell'operazione sotto copertura, visto che permetteva facilmente di identificare Seal come infiltrato. Non fu chiarito nemmeno in seguito con certezza da dove provenisse l'informazione; venne ad esempio fatto il nome di Oliver North, smentito dall'autore dell'articolo, che indicò successivamente come fonte un collaboratore ormai deceduto del deputato Dan Daniel. In ogni caso era chiaro che la fonte fosse di alto livello.
Seal non si scoraggiò e continuò a testimoniare. Condannato ai lavori socialmente utili presso l'Esercito della Salvezza a Baton Rouge, fu assassinato il 19 febbraio 1986. I killer colombiani vennero arrestati durante la fuga. Le autorità conclusero che erano stati assunti dai fratelli Ochoa. Gli assassini furono incriminati dal grand jury dello stato della Louisiana il 27 marzo 1986. Nel maggio 1987, Luis Carlos Quintero-Cruz, Miguel Velez e Bernardo Antonio Vásquez (morto nel 2015), furono giudicati colpevoli di omicidio in primo grado della morte di Seal e condannati all'ergastolo.

## Cinema e televisione
- Seal è stato interpretato da Dennis Hopper nel film TV del 1991 Un gioco pericoloso (Doublecrossed).
- Michael Paré interpreta Seal nel film del 2016 The Infiltrator.
- Dylan Bruno ha interpretato Barry Seal in un episodio della serie televisiva Narcos.
- Seal viene interpretato da Tom Cruise in Barry Seal - Una storia americana (American Made) del 2017.